# Casa de los Sindicatos (Odesa)
La Casa de los Sindicatos de Odesa (en ucraniano: Одеський будинок профспілок; en ruso: Одесский дом профсоюзов) es un edificio administrativo histórico emplazado en el campo de Kulikovo, en la ciudad ucraniana de Odesa.

## Historia
Después de la liberación de Odesa al final de la Gran Guerra Patria, todas las estructuras en el campo de Kulikovo fueron destruidas. Como parte de las obras de restauración emprendidas entre finales de los años cuarenta y los años cincuenta, se remodeló el campo de Kulikovo, convirtiéndolo en una plaza con una superficie de 10,5 ha. En 1958, en la esquina suroeste de la plaza, se construyó un edificio monumental de cinco plantas con orientación diagonal para el Comité Regional del Partido Comunista de Ucrania. Los arquitectos del edificio fueron Guénrij Topuz y Liudmila Pavlóvskaya.
En 1982, el edificio fue transferido a la Federación de Sindicatos del óblast de Odesa.

### Masacre de 2014
Los enfrentamientos forman parte de las protestas prorrusas en Ucrania de 2014, que surgieron como reacción al movimiento Euromaidán de finales de 2013 y la llamada revolución ucraniana, y que se produjeron en muchas regiones rusófonas en el este y sur en contra del nuevo gobierno tras la desititución de Víktor Yanukóvich por el parlamento ucraniano. El Óblast de Odesa permaneció en calma, con algunas manifestaciones esporádicas por grupos pro-Maidán, anti-Maidán y prorrusos. El 3 de marzo de 2014, manifestantes irrumpieron en el edificio administrativo del óblast de Odesa exigiendo un referendo sobre el establecimiento de la "República Autónoma de Odesa".
El 1 de mayo de 2014, Día Internacional de los Trabajadores, una multitud marchó por las calles del centro de Odesa con pancartas que decían «Odesa es una ciudad heroica», «¡Referéndum!» y «El fascismo no pasará». El desfile llegó hasta Campo Kulikovo, donde los activistas del movimiento "Alternativa Popular" tenían un campamento para recoger firmas en apoyo de un referéndum sobre la descentralización del poder, la oficialidad de la lengua rusa y la dirección de la política exterior del país. Manifestantes anunciaron que permanecerían en Campo Kulikovo solicitando que las autoridades llamar a un referéndum y exigiendo la liberación de sus compañeros detenidos por el Servicio de Seguridad de Ucrania.
El 2 de mayo se organizó una manifestación a las 14:00 horas en la plaza de Sobornaya para defender la unidad nacional en la que atendieron unas 1.500 personas, incluyendo muchos fanes de los clubes FC Chernomorets Odessa y F.C. Metalist Járkov, junto con algunos miembros del grupo de extrema derecha Sector Derecho, además de otras personas. En la zona, celebrar marchas conjuntas entre los aficionados a los deportes antes de un partido de fútbol es una tradición regular. A medida que iban marchando por la calle Deribasovskaya, los fanes de ambos equipos empezaron a cantar el himno nacional de Ucrania juntos, cantando eslóganes patrióticos como "Odesa, Járkov, Ucrania" y varias canciones en contra del Presidente Ruso Vladímir Putin. Los observadores de OSCE informaron que vieron a un centenar de activistas unionistas en camuflaje con palos y escudos participando en la marcha.
Proucranianos y prorrusos se enfrentaron en combates callejeros, tirándose piedras y cócteles molotov, y construyeron barricadas por toda la ciudad. Había personas armadas en los dos bandos. Según los medios ucranianos, testigos habrían afirmado que la primera víctima fue un manifestante proucraniano, quien recibió una bala de un arma automática.
A medida que se extendía la información sobre las primeras víctimas entre los partidarios de una Ucrania unida, se instó en las redes sociales a dirigirse al Campo de Kulikovo para destruir el campamento anti-Maidán. La multitud prorrusa y anti-Maidán fue superada en número por manifestantes proucranianos, y su campamento fuera de la Casa de los Sindicatos fue atacado e incendiado. Eso forzó a los ocupantes del campamento a refugiarse en el edificio para protegerse contra los proucranianos. El edificio tiene cinco plantas de altura y es la sede de la Federación Regional de Odesa de Sindicatos. Se encuentra en el Campo Kulikovo, en el centro de la ciudad.
Según los proucranianos, los prorrusos dispararon contra los manifestantes de la calle. Sin embargo, un informe oficial, llevado a cabo por la policía, indicó que no se encontraron armas dentro del edificio. La multitud proucraniana empezó a disparar sus armas y tirar cócteles molotov contra el edificio; finalmente provocaron el incendio miembros del grupo ultraderechista Pravy Sektor, una de las organizaciones más activas en el Euromaidán y en las posteriores manifestaciones a favor de la unidad de Ucrania.
El fuego empezó en la segunda y tercera planta del edificio, y se extendió rápidamente. Se enviaron al escenario trece unidades de bomberos, pero fueron incapaces de trabajar con normalidad por el gran número de personas alrededor del edificio que les impidieron acercarse. Militantes anti-Maidán fueron vistos intentando saltar por las ventanas, otros se quedaron en el tejado, atrincherándose y negándose a salir.
Mientras ardía el edificio, 31 personas murieron atrapadas. En total, 46 personas murieron en un día como resultado de los enfrentamientos y se informó de que 214 habían sido heridos. 172 personas fueron detenidas por el conflicto.

Las autoridades locales decretaron tres días de luto en honor a aquellos que perdieron su vida en los enfrentamientos. El Presidente de Ucrania, Oleksandr Turchínov, decretó también dos días de luto nacional para los fallecidos en los enfrentamientos de Odesa y para los que murieron durante la contraofensiva gubernamental en el Óblast de Donetsk.
El 4 de mayo cientos de activistas prorrusos se manifestaron en la sede la policía en la ciudad para que exigir la puesta en libertad de los activistas prorrusos detenidos, rodeando el edificio. Las fuerzas de seguridad empezaron a liberar arrestados. Ante los manifestantes, 67 activistas, todos residentes de Odessa, fueron puestos en libertad. Entre los liberados hubo varios sobrevivientes del mortífero incendio del 2 de mayo. Una multitud que incluyó a muchas mujeres y personas de edad avanzada aplaudió y abrazó a los activistas liberados y exigió que sean liberados todos los demás activistas de Odesa detenidos.

## Propuestas para el uso posterior del edificio
Después de la masacre de Odesa, surgieron numerosas propuestas para el uso posterior del edificio, que pronto fue vallado. A finales de mayo de 2014, se propuso construir un templo en el sitio de la Casa de los Sindicatos, pero la Federación de Sindicatos de Ucrania anunció que planeaba restaurar el edificio, con un coste de 50 millones de grivnias. El 5 de julio de 2015, el presidente de la Administración Estatal del Óblast de Odesa, Mijaíl Saakashvili, anunció que el edificio sería sede de las Fuerzas Navales de Ucrania.
En julio de 2015, la Fiscalía del óblast de Odesa presentó una demanda exigiendo la transferencia del edificio a propiedad estatal, al considerar que el inmueble era propiedad del Estado y estaba siendo utilizado por los demandados sin una base legal adecuada. El Tribunal de Odesa desestimó la demanda en diciembre de 2015, pero el Tribunal de Apelación la estimó. Sin embargo, el 24 de febrero de 2017, el Tribunal de Apelación rechazó la demanda debido a la expiración del plazo de prescripción.